# 東京都立産業技術高等専門学校

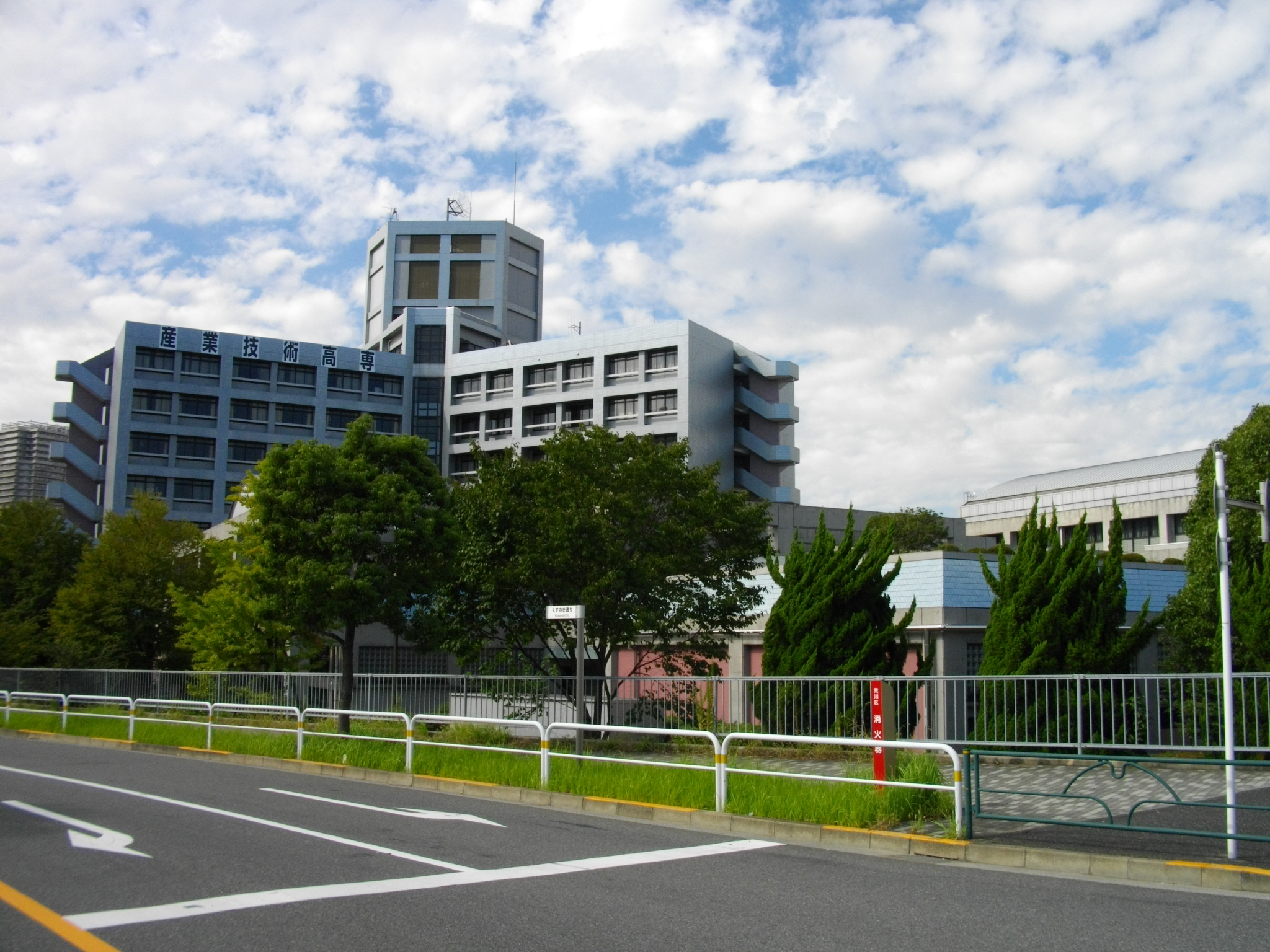
荒川キャンパス

東京都立産業技術高等専門学校（とうきょうとりつ さんぎょうぎじゅつこうとうせんもんがっこう、英: Tokyo Metropolitan College of Industrial Technology, TMCIT）は、東京都品川区および荒川区にキャンパスがある公立高等専門学校である。
設置者は東京都公立大学法人。略称は都立産技高専。都立高専。産技高専という表記も見られる。

## 概要
東京都立工業高等専門学校と東京都立航空工業高等専門学校の統合により2006年（平成18年）4月に設置された。東京都立大学工学部と同じく府立電機工業学校を源流に持ち、また前身校の工業高等専門学校と航空工業高等専門学校は最初期に設立された14の高専のうちの2つであり高等専門学校としても長い歴史を持つ。
前身校のキャンパスを引き継ぎ、品川キャンパスと荒川キャンパスの2キャンパス制となる。また、開校と同時に5年制の本科（準学士課程）の上に2年制の専攻科（学士課程）が設置された。さらに、2006年（平成18年）4月に品川キャンパス所在地に開学した、公立大学法人首都大学東京が設置する東京都立産業技術大学院大学（専門職大学院）と連携し、高専から大学院に至る、全国初の、9年間一貫のものづくり教育を目指している。
以前は東京都の直轄だったが、2008年（平成20年）4月に公立大学法人首都大学東京（現：東京都公立大学法人）に移管された。2009年（平成21年）度より、東京都以外からも入学者の募集を開始した。
本科学生数1,607人、専攻科学生数79人、計1,686人、教員数123人（2023年5月1日現在）。

## 本科（準学士課程）
- ものづくり工学科

### コース[3]
品川キャンパス
- 機械システム工学コース
- 電気電子エネルギー工学コース（令和7年度以降入学者に適用）
- AIスマート工学コース
- 情報システム工学コース
- 電気電子工学コース

荒川キャンパス
- 情報通信工学コース
- ロボット工学コース
- 航空宇宙工学コース
- 医療福祉工学コース

### 技術者育成プログラム／医工連携教育・研究プロジェクト
- 情報セキュリティ技術者育成プログラム
- 航空技術者育成プログラム（荒川キャンパス航空宇宙工学コースの学生数名を対象）
- 医工連携教育・研究プロジェクト
  - 未来工学教育プログラム
  - 医工連携共同研究プログラム
  - 医工連携ビジネスプログラム

## 専攻科（学士課程）
- 創造工学専攻

### コース
- 機械工学コース
- 電気電子工学コース
- 情報工学コース
- 航空宇宙工学コース

2009年4月に開設された。
- 情報アーキテクチャ接続コース
- 創造技術接続コース

## 沿革

### 旧：工業高等専門学校として
- 1935年（昭和10年）4月 - 東京府立電機工業学校開校
- 1943年（昭和18年）7月 - 東京都の発足に伴い東京都立工業専門学校（旧制）に改称
- 1950年（昭和25年）1月 - 東京都立大学附属工業高等学校に改称
- 1962年（昭和37年）4月 - 東京都立工業高等専門学校を開学

### 旧：航空工業高等専門学校として
- 1938年（昭和13年）4月 - 荒川の地に東京府立航空工業学校開校
- 1943年（昭和18年）7月 - 東京都の発足に伴い東京都立航空工業学校に改称
- 1946年（昭和21年）2月 - 東京都立城北工業学校に改称
- 1948年（昭和23年）4月 - 東京都立城北工業高等学校に改称
- 1955年（昭和30年）4月 - 東京都立航空工業高等学校に改称
- 1962年（昭和37年）4月 - 東京都立航空工業高等専門学校を開学

### 現：産業技術高等専門学校として
- 2006年（平成18年）4月 - 東京都立の2高専が統合再編され、東京都立産業技術高等専門学校が開校
（旧）東京都立工業高等専門学校 ⇒ 東京都立産業技術高等専門学校 品川キャンパス
（旧）東京都立航空工業高等専門学校 ⇒ 東京都立産業技術高等専門学校 荒川キャンパス
- 2008年（平成20年）4月 - 公立大学法人首都大学東京に移管される
- 2013年（平成25年）3月 - 大学評価・学位授与機構が実施する高等専門学校機関別認証評価を受審し、機構が定める評価基準を満たしているとの評価結果を受ける

## 特色

### 独自カリキュラム
情報セキュリティ技術者育成プログラム
情報セキュリティに関する高度な技能と知識を有する情報処理技術者の育成を目的としたプログラム
航空技術者育成プログラム
高度な専門知識を有する航空宇宙技術者の育成を目的としたプログラム。2021年、東京都立産業技術高等専門学校は航空産業企業6社（IHI、川崎重工業、SUBARU、三菱重工業、全日本空輸、日本航空）および3高専（沖縄工業高等専門学校、神戸市立工業高等専門学校、岐阜工業高等専門学校）と包括的な航空産業人財育成プログラムに関する産学連携協定を締結した。
上記に加えて2021年度から医工連携教育・研究プロジェクトが開始する。本プロジェクトは都立産業技術高等専門学校が荒川キャンパスに設置する航空宇宙工学、ロボット工学、情報通信工学、医療福祉工学の4コースを横断するプロジェクトとなっており、工学技術の医学への実践的応用が可能な技術者を育成する。また本プロジェクトは以下の3つのプログラムをもって実行される。
未来工学教育プログラム
ガンの発見等、医学分野での応用が進むAI関連の最先端技術に関するプログラム
医工連携共同研究プログラム
デザイン思考法を導入して医療機器開発に於ける問題を発見・解決する。また問題解決が可能な方法・機器の特別研究、研究開発を行う。
医工連携ビジネスプログラム
実習を軸として実際の医療現場の状況と問題点を把握し、医療機器開発が可能な高度実践的技術者を育成する。このプログラムでは東京都立産業技術研究所との連携が行われる。

### 産学連携
他の教育・研究機関及び産業界の企業との協定を締結し、広域的に産学連携を行なっている。
以下は東京都立産業技術高等専門学校と協定を締結した教育・研究機関、および企業。
- 教育・研究機関
  - 東京工業大学
  - 北陸先端科学技術大学院大学
  - 豊橋技術科学大学
  - 長岡技術科学大学
  - 千葉工業大学
  - 東京都立産業技術研究センター
  - ニーアン・ポリテクニック
  - マレーシア工科大学
  - 沖縄工業高等専門学校
  - 神戸市立工業高等専門学校
  - 岐阜工業高等専門学校
- 企業
  - IHI
  - アライドテレシス
  - 川崎重工業
  - SUBARU
  - 三菱重工業
  - 全日本空輸
  - 日本航空
  - リクルート
  - パナソニック
  - 富士通
  - 富士電機ITソリューション
  - サイバーディフェンス研究所
  - シマンテック
  - シスコシステムズ
  - 大日本印刷
  - ジェイズ・コミュニケーション
  - オプティム
  - 昭和信用金庫
- その他機関
  - 警視庁
  - 東京商工会議所

### 国際教育
グローバルコミュニケーションプログラム (Global Communication Program, GCP)
東京都公立大学法人内の2大学と連携し、国内での英語研修、英語でのプレゼンテーション、合宿、および8日間の海外渡航を含めた6ヶ月のプログラムで実践的な課題解決力、英語を含む外国語でのコミュニケーション能力の育成を行う。
インターナショナルエデュケーションプログラム (International Education Program, IEP)
国際的に活躍が可能なエンジニアの育成を目的としたアメリカ合衆国シアトルでの8泊10日の海外研修プログラム。海外インターンシッププログラム (IS) の改定により平成29年度より開始した。

### 多様な教育
機械工学、電気電子工学及び情報工学等の基礎工学分野と、それらの応用・複合分野である航空宇宙工学、ロボット工学、情報通信工学、医療福祉工学に関するコースを設置しており、多様な教育を行う。

## アクセス
品川キャンパス
- 東京臨海高速鉄道りんかい線品川シーサイド駅 徒歩3分
- 京急本線青物横丁駅 徒歩10分、鮫洲駅 徒歩9分
- 都営バス「都立産業技術高専品川キャンパス前」停留所 徒歩2分

荒川キャンパス
- 首都圏新都市鉄道つくばエクスプレス・JR常磐快速線・東京メトロ日比谷線南千住駅 徒歩15分
- 東武伊勢崎線鐘ヶ淵駅 徒歩18分、牛田駅 徒歩20分
- 京成本線京成関屋駅 徒歩20分
- 都営バス「都立産業技術高専荒川キャンパス前」停留所 徒歩1分

## 施設

### 品川キャンパス
本キャンパスの校舎は東京都立産業技術大学院大学と共有のものである。
- 部室棟
- 体育棟
- 附属図書館
- 総合工場

本館校舎正面玄関の上部にはギリシア語で「全ての人間は生まれつき知ることを欲す」 という意味の言葉が刻まれている。この文はアリストテレスの形而上学の初文である。

### 荒川キャンパス
- 科学技術展示館 - 日本航空協会から"戦後航空再開時の国産航空機群"と認定を受けた展示館。航空用エンジン、人工衛星のミニチュア模型等を展示している。
- 航空実習館「汐風」
- 風洞実験室
- アリーナ棟
- 部室棟
- 附属図書館
- 汐黎ホール
- 総合工場

荒川汐入郵便局の風景印の図案には校舎と展示館が使われている。

## 学校行事
- 1月[10]
  - 特別研究Ⅱ審査会
  - 冬季休業
- 2月
  - 特別研究Ⅰ審査会
- 3月
  - 卒業研究発表会
  - 卒業式
  - 専攻科修了式
  - 終業式
  - クラブ春季合宿
  - 春季休業
- 4月
  - 入学式
  - ガイダンス
  - 始業式
  - 定期健康診断
  - 保護者会
- 5月
  - オリエンテーション
  - 校外教室
  - 体育祭
- 6月
  - 前期中間試験
  - 学校見学会
  - 関東信越地区高専体育大会
- 7月
  - 関東信越地区高専体育大会
  - 前期期末試験
- 8月
  - 前期期末試験
  - 全国高専体育大会
  - クラブ夏季合宿
  - インターンシップ
  - 海外インターンシップ
  - 夏季休業
- 9月
  - 海外インターンシップ
  - グローバルエンジニア育成プログラム
  - グローバルコミュニケーションプログラム
  - 国際交流プログラム
  - 関東信越地区文化発表会
- 10月
  - 高専ロボットコンテスト関東甲信越地区大会
  - 工場見学
- 11月
  - 校外教室
  - 校外研修
  - 高専ロボットコンテスト全国大会
  - 関東信越地区高専英語弁論大会
- 12月
  - 後期中間試験
  - 冬季休業

## 部活動

### 品川キャンパス
- 運動系 - 陸上競技、サッカー、硬式野球、ラグビー、バスケットボール、バレーボール、バドミントン、卓球、柔道、剣道、テニス、ソフトテニス、水泳、弓道
- 文化系 - 吹奏楽、茶道、写真、英語
- 技術系 - 電気通信、高専ロボコン、ロボカップ、省エネカー、プログラミング、高専デザコン
- 同好会 - 鉄道、軽音楽、モデリング

### 荒川キャンパス
- 運動系 - 陸上競技、サッカー、軟式野球、バスケットボール、バドミントン、バレーボール、卓球、柔道、剣道、テニス、水泳、ソフトテニス、ワンダーフォーゲル、フットサル
- 文化系 - 音楽、奇術、吹奏楽、民謡、茶華道
- 技術系 - 航空工作、人力飛行機、電気通信、応用物理、自転車整備、海洋環境
- 同好会 - マルチメディア、折り紙、数学クラブ、家庭科、将棋、芸術、自由造形、合唱、戦術、ロボット、航空機整備、鉄道ジオラマ、スキー

## 関係者と組織

### 関係者組織
東京都立産業技術高等専門学校にはその歴史的経緯から2つの同窓組織が存在する。品川キャンパス（鮫洲）の鮫洲会と都立航空高専の大空会である。

#### 鮫洲会
戦前の鮫洲の地での府立電工から始まる技術者育成機関の脈絡は、その長い歴史の中でいくつかの変遷があった。しかしながら校名が異なっていても学籍を引き継いだり、府立電工と併せて設置された東京府機械工養成所が商工省東京機械技術員養成所を経て都立工専技術専修科となったように、その校風や人脈は鮫洲の地を通して途切れることなく脈々と受け継がれていった。
そのような経緯で卒業生による繋がりは校名や組織というよりはむしろ鮫洲の地としての繋がりであった。そして1992年、同窓鮫洲会が発足。都立工業高専の卒業生及び、前身校（都立大学附属工高、都立工業高専付属工高など）の卒業生を含めた校名を超えた繋がりを持った同窓組織となった。
2016年、都立工業高専は都立航空高専と統合され新たに東京都立産業技術高等専門学校となったものの品川キャンパスの同窓組織として鮫洲会が機能している。

#### 大空会
荒川キャンパスの卒業生による同窓組織。

### 関係者一覧

#### 教職員
- 久保謙一 - 航空高専元校長。物理学者、東京都立大学名誉教授、原子核物理学の研究で知られる。
- 飯島藤十郎 - 元東京府立航空工業学校の教員。山崎製パン創業者。

#### 著名な出身者
統合前の出身者については